# Tom Clancy's Splinter Cell: Double Agent
Tom Clancy's Splinter Cell: Double Agent är det fjärde spelet i serien om Black-Ops-agenten Sam Fisher, som släpptes år 2006. Detta är, i likhet med de tidigare spelen i Splinter Cell-serien, ett smygarspel där spelarens överlevnad hänger på hans förmåga att hålla sig gömd och vara diskret.

## Handling
Spelet börjar i september år 2007, strax efter händelserna i föregångaren, Splinter Cell: Chaos Theory. Sam Fisher och hans kollega John Hodge, en nykomling i Third Echelon, är på uppdrag på Island för att undersöka konstiga aktiviteter på en geotermisk fabrik. Längre in i uppdraget får Sam order från sin chef, Irving Lambert, att avbryta uppdraget och ta sig ut ur fabriken snarast där en helikopter väntar på honom. När Sam frågar vad som står på får han svaret "Någonting har hänt din dotter".
Sams enda barn, Sarah Fisher, hade blivit dödad och Sam sökte själv upp mördaren för att hämnas. Därefter sätts han in på Ellsworth Prison i Kansas. Allt detta var planerat, då Third Echelon hade fått uppgifter om att Jamie Washington, en anhängare i den kriminella organisationen JBA (John Brown's Army) satt inlåst i samma fängelse. Sam får order att hjälpa Jamie fly, i hopp om att han ska presentera Sam för JBA, så han kan utreda dem inifrån. Nu gäller det för Sam att hålla en bra relation till både JBA och Third Echelon, då vissa på Third Echelon tvivlar på att Sam fortfarande är kapabel att hålla sig på lagens sida efter sin dotters död. De order Sam får från JBA är oftast motsatsen till de order han får från Third Echelon, och det är nu upp till spelaren att visa vilken sida man är på.
Spelet försätter spelaren i olika etiska vägskäl.